# Dioon califanoi
Dioon califanoi  (лат.) — вид саговников семейства Замиевые (Zamiaceae).

## Описание
Растение древовидное. Ствол 3 м высотой, 30 см диаметром. Листья тёмно-зелёные, тусклые, длиной 70-85 см, с 160-200 фрагментами. Листовые фрагменты линейные; средние 6-7 см длиной, шириной 7-8 мм. Пыльцевые шишки узкояйцевидные, светло-коричневые, длиной 30-40 см, 8-10 см диаметром. Семенные шишки яйцевидные, светло-коричневые, длиной 40-50 см, 20-25 см диаметром. Семена яйцевидные, 30-40 мм, шириной 20-25 мм, саркотеста кремового или белого цвета.
Эндемик Мексики (Оахака, Пуэбла). Растения растут на крутых теневых склонах в тропических, лиственных лесах. Они находятся в переходной зоне между дубово-сосновым лесом и лиственным тропическим шиповым лесом. Почвы, как правило, каменистые и бедные.
Растения находятся под угрозой разрушения среды обитания в результате выпаса скота и дорожно-строительных работ, а также из-за чрезмерного сбора.